# 壽朋
壽朋（1845年—？），字擢珊，号海涛，巴雅拉氏，世居虎尔哈地方，盛京鑲黃旗满洲海連佐领下附生。清朝政治人物、同進士出身。
同治六年丁卯科，顺天乡试中一百五十八名举人，光緒十八年壬辰科会试，第七十四名，二十年（1894年），参加光緒甲午科殿試，登進士三甲115名。
同年五月，著交吏部掣签分发各省，以知县即用。